# Pinelema oculata
Espèce
Synonymes
- Telema oculata Tong & Li, 2008

Pinelema oculata est une espèce d'araignées aranéomorphes de la famille des Telemidae.

## Distribution
Cette espèce est endémique du Guizhou en Chine,. Elle se rencontre dans les grottes Guojiafen et Liangshuijing dans le xian de Dushan dans la préfecture autonome buyei et miao de Qiannan,.

## Description
Les femelles mesurent de 1,40 à 1,45 mm.

## Systématique et taxinomie
Cette espèce a été décrite sous le protonyme Telema oculata par Tong et Li en 2008. Elle est placée dans le genre Pinelema par Zhao, Li et Zhang en 2020.

## Publication originale
- Tong & Li, 2008 : Four new cave-dwelling Telema (Arachnida, Araneae, Telemidae) from Guizhou Province, China. Zoosystema, vol. 30, no 2, p. 361-370 (texte intégral).